# Соколиная Гора (район Москвы)
Соколи́ная Гора́ — район в Восточном административном округе города Москвы, а также одноимённое внутригородское муниципальное образование. Граничит с районами Басманный, Сокольники, Преображенское, Измайлово, Перово, Лефортово.

## Официальные символы

### Герб
Геральдическое описание: «В червленом поле на серебряной горе с прямыми пологими склонами — сидящий прямо с воздетыми крыльями золотой, вооружённый серебром сокол с серебряными же бубенчиками на лапах. Гора обременена двумя лазоревыми фузеями накрест, поверх скрещения которых положена чёрная гренада с червленым пламенем»
Герб языком символов и аллегорий отражает исторические и культурные особенности муниципального округа.
Золотой сокол, сидящий на серебряной горе – символизирует непосредственно название округа, делая герб гласным (традиционный прием в геральдике, когда фигуры герба указывают на название владельца).
Золотой сокол с серебряными бубенцами – символизирует так же древнюю царскую соколиную охоту, проводимую в XVII веке на территории современного муниципального округа Соколиная гора.
Скрещенные фузеи, обремененные пылающей гранатой (гренадой) – символизируют создание и квартирование на территории, вошедшей в современный муниципальный округ Соколиная гора Семеновского полка.
Червлень поля отсылает к цветам кафтанов царских сокольничих, а лазурный цвет скрещённых фузей к цвету мундира Семеновского полка.
Серебро (белый цвет) – символ чистоты, открытости, доброты.
Золото (желтый цвет) – символ надежности, богатства, стабильности, устойчивости и процветания.
Червлень (красный цвет) – символ подвига, храбрости, мужества, неустрашимости, стойкости и великодушия.
Лазурь (синий цвет) – символ честности, верности, безупречности.

### Флаг
Флаг муниципального образования Соколиная Гора представляет собой двустороннее прямоугольное полотнище с соотношением сторон 2:3. Полотнище состоит из двух частей — нижней голубой и верхней красной, разделённых между собой жёлтой ломаной линией в виде боковых сторон равнобедренного треугольника, высота которого равна 1/4 ширины полотнища, а вершина совпадает с центром полотнища. Ширина жёлтой линии равна 1/120 длины (1/80 ширины) флага.
В красной части помещено изображение жёлтого взлетающего сокола, увенчанного шапкой Мономаха. Габаритные размеры изображения составляют 5/12 длины и 7/16 ширины полотнища. Центр изображения равноудалён от боковых краёв полотнища и находится на расстоянии 1/4 ширины полотнища от его верхнего края. В голубой части помещено изображение двух белых перекрещённых фузей, над которыми белая граната с жёлтым пламенем. Габаритные размеры изображения составляют 5/8 длины и 2/5 ширины полотнища. Центр изображения равноудалён от боковых краёв полотнища и находится на расстоянии 1/4 ширины.

## История

### Начало заселения
История заселения территории, ныне входящей в состав района Соколиная Гора, насчитывает более 300 лет. Название «Соколиная Гора» произошло от находившегося здесь в середине XVII века Потешного соколиного двора, где содержали соколов и кречетов для охоты царя Алексея Михайловича; оно закрепилось за местностью, ныне занимающую южную часть территории района. На северо-западе этой территории, известном как «Семёновское», в 1687 году возникает Семёновская солдатская слобода — слобода Семёновского полка, одного из первых двух полков гвардии в России. На рубеже XVII—XVIII вв. с ней слилось село Введенское, находившееся к югу от слободы и отделённое от неё болотом.
Местность, богатая лесом и водой, была очень привлекательна не только для русских, но и для заморских «гостей», как в старину называли купцов и мещан. С 1714  года им было разрешено селиться в Семеновской солдатской слободе. В конце XVIII – начале XIX века предприимчивыми поселенцами здесь были основаны первые мануфактуры, многие из которых выросли в известные, крупные предприятия.

### Присоединение к Москве
В 1742 году (с прокладкой Камер-Коллежского вала) Семёновская солдатская слобода вошла в таможенную границу Москвы, к концу XVIII века она вошла и в полицейскую границу Москвы, с 1864 года — в административную границу города. В конце XVIII — начале XIX века здесь возникают первые мануфактуры.
С 1890-х годов начинается интенсивная застройка местностей Благуша (северо-восток современной территории района — между Семёновской заставой и Московской Окружной железной дорогой: улицы Ткацкая, Щербаковская, Кирпичная и др.) и Соколиная Гора. Эти местности превратились в пригороды Москвы, а официально они вошли в её состав в 1917 году. Дальнейшее строительство фабрик, заводов, развитие науки и создание научно-исследовательских институтов позволило превратить район из фабричной окраины в один из ведущих индустриальных и научных районов Москвы.

### Создание района
В 1991 году в Москве была проведена административная реформа. Вместо прежних районов были образованы 10 административных округов, в том числе Восточный административный округ и временный муниципальный округ «Соколиная Гора» в его составе.
Территория временного муниципального округа в 1995 году была включена в состав нового района Соколиная Гора.
В соответствии с Конституцией Российской Федерации в целях организации местного самоуправления в Москве, 15 октября 2003 года в пределах границ районов города созданы внутригородские муниципальные образования.

## Границы
Граница района Соколиная Гора и муниципального образования Соколиная Гора проходит по оси шоссе Энтузиастов, далее по оси полосы отвода пассажирских путей Рязанского направления Московской железной дороги (МЖД), оси русла реки Яузы, оси Электрозаводского моста, оси Электрозаводской улицы, южной и западной границам площади Журавлёва (исключая домовладение № 1 по пл. Журавлёва и включая домовладение № 7 по пл. Журавлёва), осям: Нижнего Журавлёва переулка, улицы Малой Семёновской (включая домовладение № 13), улице Измайловский Вал, оси подъездной железнодорожной ветки, оси коллектора реки Хапиловки, оси полосы отвода Малого кольца МЖД, 8-й улицы Соколиной горы, включая мост через железнодорожную ветку Малого кольца МЖД), и западной границе территории Измайловского ПКиО до шоссе Энтузиастов.
Территория района составляет 796,06 га с населением порядка 93 тыс. человек.

## Население
| 2002    | 2010    | 2011    | 2012    | 2013    | 2014    | 2015    |
| ------- | ------- | ------- | ------- | ------- | ------- | ------- |
| 85 056  | ↗85 959 | ↗86 226 | ↗87 132 | ↗88 064 | ↗88 943 | ↗89 568 |
| 2016    | 2017    | 2018    | 2019    | 2020    | 2021    | 2023    |
| ↗89 849 | ↗89 972 | ↗91 085 | ↗92 126 | ↗92 337 | ↗92 999 | ↗93 183 |
| 2024    |         |         |         |         |         |         |
| ↘92 805 |         |         |         |         |         |         |

### Национальный состав
По итогам переписи населения 2020 года проживали следующие национальности (национальности менее 0,1 % и другое, см. в сноске к строке «Другие»):
| Национальность | Численность, чел. | Доля     |
| -------------- | ----------------- | -------- |
| Русские        | 70 584            | 75,90 %  |
| Татары         | 698               | 0,75 %   |
| Армяне         | 407               | 0,44 %   |
| Азербайджанцы  | 295               | 0,32 %   |
| Грузины        | 221               | 0,24 %   |
| Евреи          | 216               | 0,23 %   |
| Украинцы       | 184               | 0,20 %   |
| Узбеки         | 114               | 0,12 %   |
| Киргизы        | 106               | 0,11 %   |
| Другие         | 20 174            | 21,69 %  |
| Итого          | 92 999            | 100,00 % |

## Промышленность
Уникальность района заключается в сосредоточении на его территории предприятий различных отраслей промышленности. Здесь расположено более 90 промышленных предприятий машиностроения и металлообработки. 39,8 % от общего числа людей, занятых на производстве предприятий Восточного административного округа, работают на предприятиях района.
Среди предприятий района:
- ФГУП НПЦ газотурбостроения «Салют» (проспект Будённого, д. 16) — крупнейшее промышленное предприятие района, одно из ведущих предприятий страны по производству авиационных двигателей
- ОАО Московский инструментальный завод (Большая Семёновская ул., д. 42)
- ОАО Московский завод тепловой автоматики (Мироновская ул., д. 33)
- Научно–Производственное предприятие "Пульсар"
- ОАО Московский машиностроительный завод «Вымпел» (Вельяминовская ул., д. 34)
- ОАО Московская швейная фабрика «Старт» (Вельяминовская ул., д. 9)
- ЗАО Московская трикотажная фабрика «Красная Заря» (Малая Семёновская ул., д. 30)
- Московский машиностроительный завод «Вперёд» (Проезд Энтузиастов, д. 15)
- Машиностроительный завод "Маяк" (ул. Ибрагимова, д. 31)
- Ранее на территории района располагались крупные предприятия, такие как Авторемонтный завод №1 (АРЕМЗ-1), Московский завод художественных часов, Московский завод электромеханизмов, завод синтетических моющих средств, Бараночный завод, завод "Агат".

## Строительство
Кварталы Соколиной горы застроены преимущественно сталинками, брежневками, хрущевками. С конца 2000-х в районе Соколиной горы возведено около десятка новых ЖК. В 2017 году здесь, на пересечении пр. Буденного и Гаражной ул., построен ЖК «Золотая звезда». В 2019 построен ЖК «Семеновский парк» на Вольной улице, 28 промзоны «Кирпичные улицы». 

## Достопримечательности и памятные места
- В доме 12 по Медовому переулку жил и работал пионер космонавтики Ф. А. Цандер[28].

В районе имеются четыре православных храма:

### Храм Димитрия Солунского на Благуше
Храм Димитрия Солунского на Благуше (расположен по адресу: улица Ибрагимова, д. 6а.). Построен в 1909—1911 годах в основном на средства Д. Ф. и Е. Ф. Ермаковых архитектором Н. И. Орловым. Выполнен из красного кирпича в византийском стиле, украшен изразцовыми вставками. Закрыт в 1931 году, возвращён верующим в 1990 году. Вмещает до 3 тысяч прихожан. Главный престол — великомученика Димитрия Солунского. Приделы: святителя Петра, митрополита Московского (южный) и Успения праведной Анны, матери Пресвятой Богородицы (северный).

### Храм Воскресения Христова на Семёновском кладбище
Храм Воскресения Христова на  Семёновском кладбище (расположен по адресу: Измайловское шоссе, д. 2).
26 февраля 2017 года, в Неделю сыропустную патриарх Кирилл совершил чин великого освящения возрождённого храма Воскресения Христова и Божественную литургию в новоосвящённом храме. Предстоятель Русской церкви благословил называть храм Воскресения Христова на Семёновском кладбище без использования слово «бывшее»: «Не бывает бывших кладбищ… Здесь люди в земле лежат. … И пусть само название помогает нам осознать весь трагизм той истории, которая на этом месте совершилась. Вычеркните из названий слово „бывшее“». В дар новоосвящённому храму патриарх передал список Владимирской иконы Божией Матери.
При храме действуют воскресная школа для детей и взрослых, проводятся катехизические беседы, осуществляют свою деятельность православный кризисный центр (центр кризисной психологии), где оказывается психологическая помощь детям и взрослым, переживающим горе в связи с потерей близких, кризис семейных отношений, потерю смысла жизни и др. При храме функционирует молодёжный центр во имя святой великомученицы Екатерины, в рамках которого проводятся совместные паломнические поездки и празднования, встречи с психологами, ставшие традиционными встречи с настоятелем, архимандритом Августином (Пидановым). Приход храма ведёт социальную деятельность.
Богослужения в храме совершаются ежедневно. Регулярно служатся молебны о здравии и панихиды по усопшему о упокоении. По благословению настоятеля отца Августина возрождена древняя благочестивая традиция, пришедшая от апостольских времён — пение Божественной литургии всем народом (общим хором прихожан).

### Храм преподобного Александра Свирского
Данный храм расположен по адресу: улица Гаражная, д. 3. При храме действует воскресная школа для детей и взрослых, народный хор. Приход храма ведёт социальную деятельность.

### Храм Пантелеймона Целителя
Данный православный храм расположен по адресу: 8-я улица Соколиной горы, д. 15, корп. 34, на территории Инфекционной больницы №2.  Благословение приснопамятного Патриарха Алексия II на строительство было получено в 2004 году.

### Кинотеатр «Родина»
Одной из архитектурных доминант района является здание кинотеатра «Родина», расположенное на Семёновской площади. Кинотеатр был построен в 1934 году по проекту архитекторов Якова Корнфельда и Виктора Калмыкова в стиле постконструктивизма. В отличие от большинства зданий, выстроенных по подобным проектам (в Твери, Смоленске, Симферополе и других городах), кинотеатр не был перестроен в послевоенные годы и сохранил черты постконструктивизма в своём внешнем облике. В раннее время на крыше кинотеатра был ресторан.
В рамках реализации программы реконструкции советских кинотеатров в 2020 году началась реставрация здания, в результате которой будут воссозданы по историческим образцам фасады и декоративные элементы, заработают шесть комфортных кинозалов, вновь откроется для посещений в летнее время крыша.

### "Могилёвский двор"[33]
В июле 2006 года был обустроен двор в честь дружбы России и Белоруссии. Достопримечательность оформлена в национальном стиле: плетень, мостики, избы и клумбы.  Вход построен в виде кирпичной крепости, башни и стены которой напоминают элементы Могилёвского замка, существовавшего до 1633 года, над входной аркой видны латунные герб города и надпись «Могилев» под ним.

### Комплекс жилых домов на Щербаковской улице
На Щербаковской улице (дома № 7, 9, 11) находится один из последних реализованных проектов Б. М. Иофана — три шестнадцатиэтажных жилых дома, построенные в 1962—1975 годах. Соавторами знаменитого архитектора были его коллеги по «Моспроекту-1» архитекторы Д. Алексеев, Н. Челышев, А. Смехов, инженеры С. Кошёлкин, Л. Шойхет, Л. Шустров, М. Рейтман. Дома обращены торцами к Щербаковской улице и объединены проходящими на уровне первого этажа помещениями магазинов. Строительство было начато в рамках программы Н. С. Хрущёва по переселению советских граждан в отдельные квартиры. Так как дома были запроектированы стоящими в 47 м друг от друга, что нарушало требования по инсоляции того времени, в ходе проектирования была проведена проверка макета на искусственном солнце в Институте строительной физики. Проверка показала, что выбранное проектировщиками расстояние допустимо. Другой особенностью проекта были большие для новых жилых домов 1960-х годов кухни (например, в трёхкомнатных квартирах площадь кухни составила 14,1 м²) — это обусловлено тем, что кухни рассматривались как «кухни-столовые», при наличии которых, как предполагали авторы, «спальные комнаты будут использованы только по своему прямому назначению».

### Здание Главного вычислительного центраЦСУ СССР
Измайловское шоссе, д. 44. Главный архитектор Леонид Павлов. Памятник советского модернизма (1968—1980). Ныне в башне располагается Главный межрегиональный центр Росстата.
В конце 1960-х — начале 1970-х годов мастерской № 11 Управления Моспроекта-2 (рук. Леонид Павлов) разработана серия проектов вычислительных центров для разных отраслей народного хозяйства. Один из реализованных проектов — вычислительный центр ЦСУ СССР на Измайловском шоссе.
Высотный 22-этажный объём решён в сборно-монолитных конструкциях с применением унифицированного каркаса. Монолитное ядро жёсткости крестообразного типа с диагонально расположенным сердечником открытого сечения. Здание в плане представляет собой квадрат со стороной 30 м. Инженерные коммуникации, помещения вертикального пневмотранспорта, санузлы и лифтовая группа сосредоточены в центре здания, группируясь вокруг ядра жёсткости. Лестница вынесена в отдельный объём, примыкающий к башне по центру заднего фасада. В верхней части здания сосредоточены хранилища информации и машинные залы, в нижней части — кабинеты сотрудников (верхняя и нижняя части здания отличаются по ритму расстояний между этажами).
Конструктивная схема позволила реализовать острый и эффектный приём «нависания» стройного вертикального объёма над низким протяжённым стилобатом. Отдельное эмоциональное воздействие оказывает и «отогнутый» край стилобата по уличному фасаду. Метрический ряд глухих и остеклённых лент создаёт выразительный художественный образ современного многоярусного сооружения. Здание вычислительного центра примечательно как пример честной и тектонически осмысленной архитектуры.

## Парки, скверы и общественные пространства
В Соколиной горе не очень много зеленых зон, и все они в основном сосредоточены на севере района, однако вдоль всей восточной границы района расположен крупнейший из городских парков Европы Измайловский лесопарк . 
Семёновский парк — парк площадью около 6 Га, расположенный на пересечении улиц Семёновский Вал, Семёновский проезд и Измайловское шоссе. Прежде на месте парка располагалось кладбище, где были погребены участники войн 1812 года, Первой мировой, Русско-японской и Турецкой. По большей части это связано с тем, что поблизости располагался Лефортовский военный госпиталь (сегодня Главный военный клинический госпиталь им. Н.Н. Бурденко). В 30-х годах XX века кладбище ликвидировали и на части территории обустроили парк — проложили прогулочные дорожки, разбили цветники, установили беседки-домики и скамейки для спокойного отдыха. В парке оборудованы детские и спортивные площадки (воркаут). Семёновский парк находится под управлением ГБУ «Жилищник района Соколиная гора». В 2021 году парк обновили: у входа разместили стенды со справками об исторических событиях, которые здесь происходили, а в глубине поставили комплекс из больших качелей.
Семёновский сквер — зелёная зона, расположенная между улицами Вельяминовская, Щербаковская, Измайловский Вал и Измайловским шоссе. Условной границей, отделяющей Семёновский сквер от Семёновского парка является Измайловское шоссе. По состоянию на 2020 год сквер не благоустроен, концепция благоустройства находится в стадии обсуждения. В 2021 году сквер благоустроили по программе «Мой район»: работы завершились в начале декабря. Отличительной особенностью площадки стали тематические игровые зоны, посвященные школьным предметам — биологии, химии, астрономии и др. В настоящее время здесь располагается большой игровой комплекс, полигональные фигуры животных, модель Солнечной системы, а также специальное пространство для малышей.
Зона отдыха на Щербаковской улице — пешеходное пространство по четной стороне, ограниченное Вельяминовской улицей и Окружным проездом. Комплексное благоустройство улицы Щербаковская прошло в 2019 году. Возле дома №54 (построен в 1955 году по проекту архитектора Николая Колли) был обустроен сквер: отремонтирован исторически располагавшийся на этом месте фонтан, установлены новые МАФы и три новые детские площадки. Достопримечательностью сквера является скульптура «Кролик с часами», изображающая персонажа сказки Льюиса Кэрролла «Алиса в стране чудес». 
- Благоустройство сквера на улице Щербаковская
- Кролик с часами

## Транспорт

### Метро
В районе находятся станции метро  Семёновская,  Электрозаводская,  Электрозаводская,  Авиамоторная,  Авиамоторная,  Шоссе Энтузиастов, станции МЦК  Измайлово,  Соколиная Гора,  Шоссе Энтузиастов, станции МЦД  Электрозаводская,  Сортировочная.

### Автобусы
| 83:                                                  | Перово • Шоссе Энтузиастов • Семёновская |
| 141:                                                 | Улица Молостовых • Перово • Шоссе Энтузиастов • Соколиная Гора • Семёновская                                                                    |
| 469:                                                 | Перово • Шоссе Энтузиастов • Семёновская • Черкизовская                                                                                         |
| 552:                                                 | Черкизовская • Семёновская • Электрозаводская • Рубцовская набережная                                                                           |
| 604:                                                 | Ростокино • ВДНХ • Алексеевская • Рижский вокзал • Комсомольская • Красносельская • Митьково • Сокольники • Электрозаводская • Семёновская      |
| 634:                                                 | Южное Измайлово • Первомайская • Партизанская • Семёновская • Малая Семёновская улица                                                           |
| 702:                                                 | Южное Измайлово • Шоссе Энтузиастов • Семёновская                                                                                               |
| Ошибка: маршрут А 730 не описан в модуле НОТ Москвы. | |
| м3:                                                  | Серебряный Бор • Улица 1905 года • Краснопресненская • Театральная • Лубянка • Китай-город • Бауманская • Электрозаводская • Проспект Будённого |
| м3к:                                                 | Проспект Будённого • Электрозаводская • Бауманская • Китай-город • Лубянка                                                                      |
| н3:                                                  | Уссурийская улица • Щёлковская • Первомайская • Партизанская • Семёновская • Электрозаводская • Бауманская • Китай-город                        |
| т22:                                                 | 16-я Парковая улица • Первомайская • Партизанская • Семёновская • Электрозаводская • Бауманская • Площадь Строителей БАМ                        |
| т32:                                                 | Уссурийская улица • Щёлковская • Черкизовская • Преображенская площадь • Сокольники • Электрозаводская • Гаражная улица                         |
| т88:                                                 | Проспект Будённого • Электрозаводская • Бауманская • Площадь Строителей БАМ                                                                     |

«→» — остановки проходятся только при движении в прямом направлении; «←» — остановки проходятся только при движении в обратном направлении.

### Трамваи
| 11: | Останкино • ВДНХ • Преображенская площадь • Семёновская • Партизанская • Первомайская • Восточное Измайлово                          |
| 12: | Восточное Измайлово • Первомайская • Партизанская • Семёновская • Авиамоторная • Площадь Ильича • Пролетарская • Дубровка • Дубровка |
| 32: | Курский вокзал • Авиамоторная • Лефортово • Семёновская • Партизанская                                                               |
| 36: | Метрогородок • Бульвар Рокоссовского • Преображенская площадь • Семёновская • Шоссе Энтузиастов • Перово • Новогиреево • Новогиреево |
| 46: | Метрогородок • Бульвар Рокоссовского • Преображенская площадь • Семёновская • Лефортово • Авиамоторная • Площадь Ильича • Калитники  |

«→» — остановки проходятся только при движении в прямом направлении; «←» — остановки проходятся только при движении в обратном направлении.